# Communauté de communes Val et Plateau Mont-de-Lacaune
La  communauté de communes Val et Plateau Mont-de-Lacaune  est une ancienne communauté de communes française, située dans le département du Tarn.

## Historique
Au 1er janvier 2017, la communauté de communes Val et Plateau Mont-de-Lacaune fusionne avec la communauté de communes Sidobre Val d'Agout pour former la communauté de communes Sidobre Vals et Plateaux.

## Composition
Elle était composée des 6 communes suivantes :
| Nom                     | Code Insee | Gentilé          | Superficie (km2) | Population (dernière pop. légale) | Densité (hab./km2) |
| ----------------------- | ---------- | ---------------- | ---------------- | --------------------------------- | ------------------ |
| Vabre (siège)           | 81305      | Vabrais          | 28,43            | 801 (2014)                        | 28                 |
| Fontrieu                | 81062      |                  | 102,62           | 937 (2014)                        | 9,1                |
| Saint-Pierre-de-Trivisy | 81267      | Saint-Pierrais   | 36,09            | 634 (2014)                        | 18                 |
| Lacaze                  | 81125      | Lacazois         | 46,16            | 296 (2014)                        | 6,4                |
| Le Masnau-Massuguiès    | 81158      |                  | 47,63            | 276 (2014)                        | 5,8                |
| Saint-Salvi-de-Carcavès | 81268      | Saint-Salvigeois | 10,96            | 75 (2014)                         | 6,8                |

## Démographie
| 1999  | 2009  | 2012 |
| ----- | ----- | ---- |
| 3 174 | 3 133 | -    |

## Liste des Présidents successifs
| Période                                  | Période | Identité         | Étiquette | Qualité |
| ---------------------------------------- | ------- | ---------------- | --------- | ------- |
| 2014                                     | 2016    | Philippe Folliot | UDI       |         |
| 1999                                     | 2014    | Lilyan Azaïs     |           |         |
| Les données manquantes sont à compléter. |         |                  |           |         |